# ديريك غينر
ديريك غينر (بالإنجليزية: Derrick Gainer)‏ هو لاعب كرة قدم أمريكية أمريكي، ولد في 15 أغسطس 1966 في بلانت سيتي في الولايات المتحدة.

## وصلات خارجية
- ديريك غينر على موقع مرجع كرة القدم المحترفة.كوم (الإنجليزية)